# Équipe du Qatar de football à la Coupe du monde 2022
Cet article relate le parcours de l’équipe du Qatar de football lors de la Coupe du monde de football 2022 organisée au Qatar du 20 novembre au 18 décembre 2022. Pays hôte, il s'agit de la première participation de son histoire à la compétition. 
Après deux défaites face à l'Équateur et au Sénégal, le Qatar est la première équipe éliminée de la compétition, devenant le deuxième pays organisateur à ne pas passer le premier tour (après l'Afrique du Sud lors du Mondial 2010). Elle perd également son dernier match face aux Pays-Bas, terminant la compétition avec zéro point.

## Désignation du pays organisateur
Cinq pays étaient candidats pour l'organisation de la Coupe du monde 2022 : l'Australie, le Japon, le Qatar, la Corée du Sud et les États-Unis.
Le Qatar est officiellement désigné comme pays hôte le 2 décembre 2010. En choisissant ce petit pays du Moyen-Orient, la FIFA continue à varier la géographie des pays organisateurs, après avoir opté pour l'Asie en 2002 (Japon-Corée du Sud), l'Europe en 2006 (Allemagne), l'Afrique en 2010 (Afrique du Sud), l'Amérique du Sud en 2014 (Brésil), puis à nouveau l'Europe et l'Asie en 2018 (Russie).
État pétrolier, mais surtout premier exportateur mondial de gaz naturel liquéfié, l'émirat a tout misé sur sa puissance financière et son positionnement géographique, au centre d'un marché télévisuel qu'il estime à près de 3,2 milliards de téléspectateurs.

## Préparation
Le Qatar est directement qualifiée en tant que pays organisateur. L'équipe participe à sept matchs de préparation avant le début de la Coupe du monde.

### Match amicaux
| 1er match                | Qatar                         | 2 - 1   | Bulgarie     |                                             |                                             |
| 26 mars 2022 17h30 UTC+3 | Afif 27e (pen.) · Khoukhi 75e | (1 - 0) | 60e Despodov | Stade Education City, Al Rayyan Arbitrage : | Stade Education City, Al Rayyan Arbitrage : |
| 26 mars 2022 17h30 UTC+3 | Rapport                       |         |              | Stade Education City, Al Rayyan Arbitrage : | Stade Education City, Al Rayyan Arbitrage : |

| 2e match                 | Qatar   | 0 - 0   | Slovénie |                                                                   |                                                                   |
| 29 mars 2022 18h30 UTC+3 |         | (0 - 0) |          | Stade international de Khalifa, Doha Arbitrage : Youssef Essrairi | Stade international de Khalifa, Doha Arbitrage : Youssef Essrairi |
| 29 mars 2022 18h30 UTC+3 | Rapport |         |          | Stade international de Khalifa, Doha Arbitrage : Youssef Essrairi | Stade international de Khalifa, Doha Arbitrage : Youssef Essrairi |

| 3e match                 | Qatar      | 1 - 1   | Jamaïque     |                                                                   |                                                                   |
| 26 août 2022 17h00 UTC+2 | Mazeed 83e | (0 - 0) | 70e Fletcher | Hama Trucks Arena, Wiener Neustadt Arbitrage : Sebastian Gishamer | Hama Trucks Arena, Wiener Neustadt Arbitrage : Sebastian Gishamer |
| 26 août 2022 17h00 UTC+2 | Rapport    |         |              | Hama Trucks Arena, Wiener Neustadt Arbitrage : Sebastian Gishamer | Hama Trucks Arena, Wiener Neustadt Arbitrage : Sebastian Gishamer |

| 4e match                      | Qatar   | 0 - 2   | Canada               |                                                          |                                                          |
| 23 septembre 2022 19h00 UTC+2 |         | (0 - 2) | 4e Larin · 13e David | Generali Arena, Prague Arbitrage : Manuel Schüttengruber | Generali Arena, Prague Arbitrage : Manuel Schüttengruber |
| 23 septembre 2022 19h00 UTC+2 | Rapport |         |                      | Generali Arena, Prague Arbitrage : Manuel Schüttengruber | Generali Arena, Prague Arbitrage : Manuel Schüttengruber |

| 5e match                      | Qatar                    | 2 - 2   | Chili                   |                                                      |                                                      |
| 27 septembre 2022 19h00 UTC+2 | Afif 59e · Al-Haydos 67e | (0 - 1) | 37e Sánchez · 78e Vidal | Generali Arena, Prague Arbitrage : Julian Weinberger | Generali Arena, Prague Arbitrage : Julian Weinberger |
| 27 septembre 2022 19h00 UTC+2 | Rapport                  |         |                         | Generali Arena, Prague Arbitrage : Julian Weinberger | Generali Arena, Prague Arbitrage : Julian Weinberger |

| 7e match                    | Qatar                           | 2 - 0   | Guatemala |                                          |                                          |
| 23 octobre 2022 18h30 UTC+2 | Al-Haydos 37e (pen.) 39e (pen.) | (2 - 0) |           | Stade de La Rosaleda, Malaga Arbitrage : | Stade de La Rosaleda, Malaga Arbitrage : |
| 23 octobre 2022 18h30 UTC+2 | Rapport                         |         |           | Stade de La Rosaleda, Malaga Arbitrage : | Stade de La Rosaleda, Malaga Arbitrage : |

| 8e match                    | Qatar          | 1 - 0   | Albanie |                                                     |                                                     |
| 9 novembre 2022 18h30 UTC+2 | Ali 36e (pen.) | (1 - 0) |         | Estadio Municipal de Marbella, Marbella Arbitrage : | Estadio Municipal de Marbella, Marbella Arbitrage : |
| 9 novembre 2022 18h30 UTC+2 | Rapport        |         |         | Estadio Municipal de Marbella, Marbella Arbitrage : | Estadio Municipal de Marbella, Marbella Arbitrage : |

## Effectif
L'effectif du Qatar, est dévoilé le 11 novembre 2022.
| Numéro / Nom       | Numéro / Nom      | Club            | Date de naissance et âge*  | J.              | Buts            |                 |                 |                 |
| Gardiens de but    | Gardiens de but   | Gardiens de but | Gardiens de but            | Gardiens de but | Gardiens de but | Gardiens de but | Gardiens de but | Gardiens de but |
| ------------------ | ----------------- | --------------- | -------------------------- | --------------- | --------------- | --------------- | --------------- | --------------- |
| 1                  | Saad Al Sheeb     | Al-Sadd SC      | 19 février 1990 (32 ans)   | 1               | 0               | 1               | 0               | 0               |
| 21                 | Yousef Hassan     | Al-Gharafa SC   | 24 mai 1996 (26 ans)       | 0               | 0               | 0               | 0               | 0               |
| 22                 | Meshaal Barsham   | Al-Sadd SC      | 14 février 1998 (24 ans)   | 2               | 0               | 0               | 0               | 0               |
| Défenseurs         |                   |                 |                            |                 |                 |                 |                 |                 |
| 2                  | Pedro Miguel      | Al-Sadd SC      | 6 août 1990 (32 ans)       | 3               | 0               | 0               | 0               | 0               |
| 3                  | Abdelkarim Hassan | Al-Sadd SC      | 28 août 1993 (29 ans)      | 3               | 0               | 0               | 0               | 0               |
| 5                  | Tarek Salman      | Al-Sadd SC      | 5 décembre 1997 (24 ans)   | 1               | 0               | 0               | 0               | 0               |
| 13                 | Musab Kheder      | Al-Sadd SC      | 26 septembre 1993 (29 ans) | 0               | 0               | 0               | 0               | 0               |
| 14                 | Homam Ahmed       | Al-Gharafa SC   | 25 août 1999 (23 ans)      | 3               | 0               | 1               | 0               | 0               |
| 15                 | Bassam Al-Rawi    | Al-Duhail SC    | 16 décembre 1997 (24 ans)  | 1               | 0               | 0               | 0               | 0               |
| 16                 | Boualem Khoukhi   | Al-Sadd SC      | 7 septembre 1990 (32 ans)  | 3               | 0               | 0               | 0               | 0               |
| 25                 | Jassem Gaber      | Al-Arabi SC     | 20 février 2002 (20 ans)   | 0               | 0               | 0               | 0               | 0               |
| Milieux de terrain |                   |                 |                            |                 |                 |                 |                 |                 |
| 4                  | Mohammed Waad     | Al-Sadd SC      | 10 septembre 1998 (24 ans) | 2               | 0               | 0               | 0               | 0               |
| 6                  | Abdulaziz Hatem   | Al-Rayyan SC    | 28 octobre 1990 (32 ans)   | 3               | 0               | 0               | 0               | 0               |
| 8                  | Ali Assadalla     | Al-Sadd SC      | 19 janvier 1993 (29 ans)   | 1               | 0               | 0               | 0               | 0               |
| 12                 | Karim Boudiaf     | Al-Duhail SC    | 16 septembre 1990 (32 ans) | 3               | 0               | 1               | 0               | 0               |
| 17                 | Ismaeel Mohammad  | Al-Duhail SC    | 5 avril 1990 (32 ans)      | 2               | 0               | 1               | 0               | 0               |
| 20                 | Salem Al-Hajri    | Al-Sadd SC      | 10 avril 1996 (26 ans)     | 0               | 0               | 0               | 0               | 0               |
| 23                 | Assim Madibo      | Al-Duhail SC    | 22 octobre 1996 (26 ans)   | 2               | 0               | 1               | 0               | 0               |
| 26                 | Mostafa Mashaal   | Al-Sadd SC      | 28 mars 2001 (21 ans)      | 0               | 0               | 0               | 0               | 0               |
| Attaquants         |                   |                 |                            |                 |                 |                 |                 |                 |
| 7                  | Ahmed Alaaeldin   | Al-Gharafa SC   | 31 janvier 1993 (29 ans)   | 1               | 0               | 0               | 0               | 0               |
| 9                  | Mohammed Muntari  | Al-Duhail SC    | 20 décembre 1993 (28 ans)  | 3               | 1               | 0               | 0               | 0               |
| 10                 | Hassan Al Haydos  | Al-Sadd SC      | 11 septembre 1990 (32 ans) | 3               | 0               | 0               | 0               | 0               |
| 11                 | Akram Afif        | Al-Sadd SC      | 18 novembre 1996 (26 ans)  | 3               | 0               | 1               | 0               | 0               |
| 18                 | Khalid Muneer     | Al-Wakrah SC    | 24 février 1998 (24 ans)   | 0               | 0               | 0               | 0               | 0               |
| 19                 | Almoez Ali        | Al-Duhail SC    | 19 août 1996 (26 ans)      | 3               | 0               | 1               | 0               | 0               |
| 24                 | Naif Al-Hadhrami  | Al-Rayyan SC    | 18 juillet 2001 (21 ans)   | 0               | 0               | 0               | 0               | 0               |
| Sélectionneur      |                   |                 |                            |                 |                 |                 |                 |                 |
|                    | Félix Sánchez Bas |                 | 13 décembre 1975 (46 ans)  |                 |                 |                 |                 |                 |

* NB : Les âges sont calculés au début de la Coupe du monde 2022, le 20 novembre 2022.

## Compétition

### Format et tirage au sort
Le tirage au sort de la Coupe du monde a lieu le vendredi 1er avril 2022 au Centre des expositions à Doha. C’est le classement de mars qui est pris en compte, la sélection se classe 50e du classement FIFA, et est placée dans le chapeau 1 étant pays hôte.

### Premier tour
|   | Équipe   | Pts | J | G | N | P | Bp | Bc | Diff |
| 1 | Pays-Bas | 7   | 3 | 2 | 1 | 0 | 5  | 1  | +4   |
| 2 | Sénégal  | 6   | 3 | 2 | 0 | 1 | 5  | 4  | +1   |
| 3 | Équateur | 4   | 3 | 1 | 1 | 1 | 4  | 3  | +1   |
| 4 | Qatar    | 0   | 3 | 0 | 0 | 3 | 1  | 7  | -6   |

| 1  | 20 novembre 2022 | Qatar    | 0 - 2 | Équateur |
| 2  | 21 novembre 2022 | Sénégal  | 0 - 2 | Pays-Bas |
| 18 | 25 novembre 2022 | Qatar    | 1 - 3 | Sénégal  |
| 19 | 25 novembre 2022 | Pays-Bas | 1 - 1 | Équateur |
| 35 | 29 novembre 2022 | Équateur | 1 - 2 | Sénégal  |
| 36 | 29 novembre 2022 | Pays-Bas | 2 - 0 | Qatar    |

#### Qatar - Équateur
| Match 1 (match d'ouverture)                                  | Qatar   | 0 - 2   | Équateur                                       | Stade Al-Bayt, Al-Khor                                                              |                                                                                     |
| 20 novembre 2022 · 19:00 (UTC+3) · Historique des rencontres |         | (0 - 2) | 16e (pen.) Valencia · 31e Valencia (Preciado ) | Spectateurs : 67 372 Arbitrage : Daniele Orsato Arbitre vidéo : Massimiliano Irrati | Spectateurs : 67 372 Arbitrage : Daniele Orsato Arbitre vidéo : Massimiliano Irrati |
| 20 novembre 2022 · 19:00 (UTC+3) · Historique des rencontres | Rapport |         |                                                | Spectateurs : 67 372 Arbitrage : Daniele Orsato Arbitre vidéo : Massimiliano Irrati | Spectateurs : 67 372 Arbitrage : Daniele Orsato Arbitre vidéo : Massimiliano Irrati |

| Qatar | Équateur |

| QATAR :           |    |                   |     |     |
|                   |    |                   |     |     |
| Gardien de but    | 01 | Saad Al Sheeb     | 15e |     |
|                   | 03 | Abdelkarim Hassan |     |     |
|                   | 16 | Boualem Khoukhi   |     |     |
|                   | 15 | Bassam Al-Rawi    |     |     |
|                   | 14 | Homam Ahmed       |     |     |
|                   | 06 | Abdulaziz Hatem   |     |     |
|                   | 12 | Karim Boudiaf     | 36e |     |
|                   | 02 | Ró-Ró             |     |     |
|                   | 11 | Akram Afif        | 78e |     |
|                   | 19 | Almoez Ali        | 22e | 72e |
|                   | 10 | Hassan Al Haydos  |     | 72e |
| Remplaçants :     |    |                   |     |     |
|                   | 09 | Mohammed Muntari  |     | 72e |
|                   | 04 | Mohammed Waad     |     | 72e |
| Sélectionneur :   |    |                   |     |     |
| Félix Sánchez Bas |    |                   |     |     |

| ÉQUATEUR :      |    |                      |     |     |
|                 |    |                      |     |     |
| Gardien de but  | 01 | Hernán Galíndez      |     |     |
|                 | 07 | Pervis Estupiñán     |     |     |
|                 | 03 | Piero Hincapié       |     |     |
|                 | 02 | Félix Torres         |     |     |
|                 | 17 | Ángelo Preciado      |     |     |
|                 | 10 | Romario Ibarra       |     | 68e |
|                 | 23 | Moisés Caicedo       | 29e | 90e |
|                 | 20 | Jhegson Méndez       | 56e |     |
|                 | 19 | Gonzalo Plata        |     |     |
|                 | 11 | Michael Estrada (en) |     | 90e |
|                 | 13 | Enner Valencia       |     | 77e |
| Remplaçants :   |    |                      |     |     |
|                 | 16 | Jeremy Sarmiento     |     | 68e |
|                 | 05 | José Cifuentes       |     | 77e |
|                 | 26 | Kevin Rodríguez      |     | 90e |
|                 | 21 | Alan Franco          |     | 90e |
| Sélectionneur : |    |                      |     |     |
| Gustavo Alfaro  |    |                      |     |     |

| Assistants : Ciro Carbone Alessandro Giallatini Quatrième arbitre : István Kovács Assistants arbitre vidéo : Paolo Valeri Tomasz Listkiewicz Benoît Millot Homme du Match : Enner Valencia |

#### Qatar - Sénégal
| Match 18                                                     | Qatar                   | 1 - 3   | Sénégal                                                      | Stade Al-Thumama, Doha                                                            |                                                                                   |
| 25 novembre 2022 · 16:00 (UTC+3) · Historique des rencontres | ( Mohammad) Muntari 78e | (0 - 1) | 41e Dia · 48e Diédhiou (Jakobs ) · 84e B. Dieng (I. Ndiaye ) | Spectateurs : 41 797 Arbitrage : Antonio Mateu Lahoz Arbitre vidéo : Drew Fischer | Spectateurs : 41 797 Arbitrage : Antonio Mateu Lahoz Arbitre vidéo : Drew Fischer |
| 25 novembre 2022 · 16:00 (UTC+3) · Historique des rencontres | Rapport                 |         |                                                              | Spectateurs : 41 797 Arbitrage : Antonio Mateu Lahoz Arbitre vidéo : Drew Fischer | Spectateurs : 41 797 Arbitrage : Antonio Mateu Lahoz Arbitre vidéo : Drew Fischer |

| Qatar | Sénégal |

| QATAR :           |    |                   |       |     |
|                   |    |                   |       |     |
| Gardien de but    | 22 | Meshaal Barsham   |       |     |
|                   | 14 | Homam Ahmed       | 45+2e | 83e |
|                   | 03 | Abdelkarim Hassan |       |     |
|                   | 16 | Boualem Khoukhi   |       |     |
|                   | 17 | Ismaeel Mohammad  | 20e   |     |
|                   | 02 | Ró-Ró             |       | 83e |
|                   | 23 | Assim Madibo      | 90+1e |     |
|                   | 12 | Karim Boudiaf     |       | 69e |
|                   | 10 | Hassan Al Haydos  |       | 74e |
|                   | 11 | Akram Afif        |       |     |
|                   | 19 | Almoez Ali        |       |     |
| Remplaçants :     |    |                   |       |     |
|                   | 06 | Abdulaziz Hatem   |       | 69e |
|                   | 09 | Mohammed Muntari  |       | 74e |
|                   | 04 | Mohammed Waad     |       | 83e |
|                   | 05 | Tarek Salman      |       | 83e |
| Sélectionneur :   |    |                   |       |     |
| Félix Sánchez Bas |    |                   |       |     |

| SÉNÉGAL :       |    |                   |     |     |
|                 |    |                   |     |     |
| Gardien de but  | 16 | Édouard Mendy     |     |     |
|                 | 22 | Abdou Diallo      |     |     |
|                 | 14 | Ismail Jakobs     | 52e | 78e |
|                 | 03 | Kalidou Koulibaly |     |     |
|                 | 21 | Youssouf Sabaly   |     |     |
|                 | 06 | Nampalys Mendy    |     | 78e |
|                 | 05 | Idrissa Gueye     |     |     |
|                 | 18 | Ismaïla Sarr      |     | 74e |
|                 | 19 | Famara Diédhiou   |     | 74e |
|                 | 15 | Krépin Diatta     |     | 64e |
|                 | 09 | Boulaye Dia       | 30e |     |
| Remplaçants :   |    |                   |     |     |
|                 | 11 | Pathé Ciss        | 87e | 64e |
|                 | 13 | Iliman Ndiaye     |     | 74e |
|                 | 20 | Bamba Dieng       |     | 74e |
|                 | 04 | Pape Abou Cissé   |     | 78e |
|                 | 17 | Pape Matar Sarr   |     | 78e |
| Sélectionneur : |    |                   |     |     |
| Aliou Cissé     |    |                   |     |     |

| Assistants : Pau Cebrián Devís Roberto Díaz Pérez del Palomar Quatrième arbitre : Kevin Ortega Assistants arbitre vidéo : Fernando Guerrero Nicolás Taran Adil Zourak Homme du Match : Boulaye Dia |

#### Pays-Bas - Qatar
| Match 36                                                     | Pays-Bas                            | 2 - 0   | Qatar | Stade Al-Bayt, Al-Khor                                                         |                                                                                |
| 29 novembre 2022 · 18:00 (UTC+3) · Historique des rencontres | ( Klaassen) Gakpo 26e · de Jong 49e | (1 - 0) |       | Spectateurs : 66 784 Arbitrage : Bakary Gassama Arbitre vidéo : Rédouane Jiyed | Spectateurs : 66 784 Arbitrage : Bakary Gassama Arbitre vidéo : Rédouane Jiyed |
| 29 novembre 2022 · 18:00 (UTC+3) · Historique des rencontres | Rapport                             |         |       | Spectateurs : 66 784 Arbitrage : Bakary Gassama Arbitre vidéo : Rédouane Jiyed | Spectateurs : 66 784 Arbitrage : Bakary Gassama Arbitre vidéo : Rédouane Jiyed |

| Pays-Bas | Qatar |

| PAYS-BAS :      |    |                  |     |     |
|                 |    |                  |     |     |
| Gardien de but  | 23 | Andries Noppert  |     |     |
|                 | 05 | Nathan Aké       | 52e |     |
|                 | 04 | Virgil van Dijk  |     |     |
|                 | 02 | Jurriën Timber   |     |     |
|                 | 17 | Daley Blind      |     |     |
|                 | 21 | Frenkie de Jong  |     | 86e |
|                 | 15 | Marten de Roon   |     | 82e |
|                 | 22 | Denzel Dumfries  |     |     |
|                 | 14 | Davy Klaassen    |     | 66e |
|                 | 10 | Memphis Depay    |     | 66e |
|                 | 08 | Cody Gakpo       |     | 82e |
| Remplaçants :   |    |                  |     |     |
|                 | 11 | Steven Berghuis  |     | 66e |
|                 | 18 | Vincent Janssen  |     | 66e |
|                 | 19 | Wout Weghorst    |     | 82e |
|                 | 20 | Teun Koopmeiners |     | 82e |
|                 | 24 | Kenneth Taylor   |     | 86e |
| Sélectionneur : |    |                  |     |     |
| Louis van Gaal  |    |                  |     |     |

| QATAR :           |    |                   |  |     |
|                   |    |                   |  |     |
| Gardien de but    | 22 | Meshaal Barsham   |  |     |
|                   | 14 | Homam Ahmed       |  |     |
|                   | 03 | Abdelkarim Hassan |  |     |
|                   | 16 | Boualem Khoukhi   |  |     |
|                   | 02 | Ró-Ró             |  |     |
|                   | 17 | Ismaeel Mohammad  |  | 85e |
|                   | 10 | Hassan Al Haydos  |  | 64e |
|                   | 23 | Assim Madibo      |  | 64e |
|                   | 06 | Abdulaziz Hatem   |  | 85e |
|                   | 11 | Akram Afif        |  |     |
|                   | 19 | Almoez Ali        |  | 64e |
| Remplaçants :     |    |                   |  |     |
|                   | 08 | Ali Assadalla     |  | 64e |
|                   | 12 | Karim Boudiaf     |  | 64e |
|                   | 09 | Mohammed Muntari  |  | 64e |
|                   | 13 | Musab Kheder      |  | 85e |
|                   | 07 | Ahmed Alaaeldin   |  | 85e |
| Sélectionneur :   |    |                   |  |     |
| Félix Sánchez Bas |    |                   |  |     |

| Assistants : Elvis Noupue Mahmoud Abouelregal Quatrième arbitre : Ma Ning Assistants arbitre vidéo : Adil Zourak Mokrane Gourari Julio Bascuñán Homme du Match : Davy Klaassen |

## Statistiques

### Temps de jeu
| Joueur            | |    |    | TT | But inscrit | Passe décisive | MJ | MT | Légende |
| ----------------- | --- | -- | -- | -- | ----------- | -------------- | -- | -- | ------- |
| Gardiens          | Abréviations et symboles : · TT : Total de minutes jouées · MJ : Nombre de matchs joués · MT : Matchs joués en tant que titulaire · : but · : passe décisive · : joueur entré · : joueur remplacé · : capitaine · : carton jaune · : carton rouge · |    |    |    |             |                |    |    |         |
| Saad Al-Sheeb     | Abréviations et symboles : · TT : Total de minutes jouées · MJ : Nombre de matchs joués · MT : Matchs joués en tant que titulaire · : but · : passe décisive · : joueur entré · : joueur remplacé · : capitaine · : carton jaune · : carton rouge · | 90 | -  | -  | 90          | -              | -  | 1  | 1       |
| Meshaal Barsham   | Abréviations et symboles : · TT : Total de minutes jouées · MJ : Nombre de matchs joués · MT : Matchs joués en tant que titulaire · : but · : passe décisive · : joueur entré · : joueur remplacé · : capitaine · : carton jaune · : carton rouge · | -  | 90 | 90 | 180         | -              | -  | 2  | 2       |
| Yousef Hassan     | Abréviations et symboles : · TT : Total de minutes jouées · MJ : Nombre de matchs joués · MT : Matchs joués en tant que titulaire · : but · : passe décisive · : joueur entré · : joueur remplacé · : capitaine · : carton jaune · : carton rouge · | -  | -  | -  | -           | -              | -  | -  | -       |
| Défenseurs        | Abréviations et symboles : · TT : Total de minutes jouées · MJ : Nombre de matchs joués · MT : Matchs joués en tant que titulaire · : but · : passe décisive · : joueur entré · : joueur remplacé · : capitaine · : carton jaune · : carton rouge · |    |    |    |             |                |    |    |         |
| Homam Ahmed       | Abréviations et symboles : · TT : Total de minutes jouées · MJ : Nombre de matchs joués · MT : Matchs joués en tant que titulaire · : but · : passe décisive · : joueur entré · : joueur remplacé · : capitaine · : carton jaune · : carton rouge · | 90 | 83 | 90 | 263         | -              | -  | 3  | 3       |
| Bassam Al-Rawi    | Abréviations et symboles : · TT : Total de minutes jouées · MJ : Nombre de matchs joués · MT : Matchs joués en tant que titulaire · : but · : passe décisive · : joueur entré · : joueur remplacé · : capitaine · : carton jaune · : carton rouge · | 90 | -  | -  | 90          | -              | -  | 1  | 1       |
| Jassem Gaber      | Abréviations et symboles : · TT : Total de minutes jouées · MJ : Nombre de matchs joués · MT : Matchs joués en tant que titulaire · : but · : passe décisive · : joueur entré · : joueur remplacé · : capitaine · : carton jaune · : carton rouge · | -  | -  | -  | -           | -              | -  | -  | -       |
| Abdelkarim Hassan | Abréviations et symboles : · TT : Total de minutes jouées · MJ : Nombre de matchs joués · MT : Matchs joués en tant que titulaire · : but · : passe décisive · : joueur entré · : joueur remplacé · : capitaine · : carton jaune · : carton rouge · | 90 | 90 | 90 | 270         | -              | -  | 3  | 3       |
| Musaab Khidir     | Abréviations et symboles : · TT : Total de minutes jouées · MJ : Nombre de matchs joués · MT : Matchs joués en tant que titulaire · : but · : passe décisive · : joueur entré · : joueur remplacé · : capitaine · : carton jaune · : carton rouge · | -  | -  | -  | -           | -              | -  | -  | -       |
| Boualem Khoukhi   | Abréviations et symboles : · TT : Total de minutes jouées · MJ : Nombre de matchs joués · MT : Matchs joués en tant que titulaire · : but · : passe décisive · : joueur entré · : joueur remplacé · : capitaine · : carton jaune · : carton rouge · | 90 | 90 | 90 | 270         | -              | -  | 3  | 3       |
| Ró-Ró             | Abréviations et symboles : · TT : Total de minutes jouées · MJ : Nombre de matchs joués · MT : Matchs joués en tant que titulaire · : but · : passe décisive · : joueur entré · : joueur remplacé · : capitaine · : carton jaune · : carton rouge · | 90 | 83 | 90 | 263         | -              | -  | 3  | 3       |
| Tarek Salman      | Abréviations et symboles : · TT : Total de minutes jouées · MJ : Nombre de matchs joués · MT : Matchs joués en tant que titulaire · : but · : passe décisive · : joueur entré · : joueur remplacé · : capitaine · : carton jaune · : carton rouge · | -  | 7  | -  | 7           | -              | -  | 1  | -       |
| Milieux           | Abréviations et symboles : · TT : Total de minutes jouées · MJ : Nombre de matchs joués · MT : Matchs joués en tant que titulaire · : but · : passe décisive · : joueur entré · : joueur remplacé · : capitaine · : carton jaune · : carton rouge · |    |    |    |             |                |    |    |         |
| Salem Al-Hajri    | Abréviations et symboles : · TT : Total de minutes jouées · MJ : Nombre de matchs joués · MT : Matchs joués en tant que titulaire · : but · : passe décisive · : joueur entré · : joueur remplacé · : capitaine · : carton jaune · : carton rouge · | -  | -  | -  | -           | -              | -  | -  | -       |
| Ali Assadalla     | Abréviations et symboles : · TT : Total de minutes jouées · MJ : Nombre de matchs joués · MT : Matchs joués en tant que titulaire · : but · : passe décisive · : joueur entré · : joueur remplacé · : capitaine · : carton jaune · : carton rouge · | -  | -  | 26 | 26          | -              | -  | 1  | -       |
| Karim Boudiaf     | Abréviations et symboles : · TT : Total de minutes jouées · MJ : Nombre de matchs joués · MT : Matchs joués en tant que titulaire · : but · : passe décisive · : joueur entré · : joueur remplacé · : capitaine · : carton jaune · : carton rouge · | 90 | 69 | 26 | 186         | -              | -  | 3  | 2       |
| Abdulaziz Hatem   | Abréviations et symboles : · TT : Total de minutes jouées · MJ : Nombre de matchs joués · MT : Matchs joués en tant que titulaire · : but · : passe décisive · : joueur entré · : joueur remplacé · : capitaine · : carton jaune · : carton rouge · | 90 | 21 | 85 | 196         | -              | -  | 3  | 2       |
| Assim Madibo      | Abréviations et symboles : · TT : Total de minutes jouées · MJ : Nombre de matchs joués · MT : Matchs joués en tant que titulaire · : but · : passe décisive · : joueur entré · : joueur remplacé · : capitaine · : carton jaune · : carton rouge · | -  | 90 | 64 | 154         | -              | -  | 2  | 2       |
| Mostafa Meshaal   | Abréviations et symboles : · TT : Total de minutes jouées · MJ : Nombre de matchs joués · MT : Matchs joués en tant que titulaire · : but · : passe décisive · : joueur entré · : joueur remplacé · : capitaine · : carton jaune · : carton rouge · | -  | -  | -  | -           | -              | -  | -  | -       |
| Ismaeel Mohammad  | Abréviations et symboles : · TT : Total de minutes jouées · MJ : Nombre de matchs joués · MT : Matchs joués en tant que titulaire · : but · : passe décisive · : joueur entré · : joueur remplacé · : capitaine · : carton jaune · : carton rouge · | -  | 90 | 85 | 175         | -              | 1  | 2  | 2       |
| Mohammed Waad     | Abréviations et symboles : · TT : Total de minutes jouées · MJ : Nombre de matchs joués · MT : Matchs joués en tant que titulaire · : but · : passe décisive · : joueur entré · : joueur remplacé · : capitaine · : carton jaune · : carton rouge · | 18 | 7  | -  | 25          | -              | -  | 2  | -       |
| Attaquants        | Abréviations et symboles : · TT : Total de minutes jouées · MJ : Nombre de matchs joués · MT : Matchs joués en tant que titulaire · : but · : passe décisive · : joueur entré · : joueur remplacé · : capitaine · : carton jaune · : carton rouge · |    |    |    |             |                |    |    |         |
| Akram Afif        | Abréviations et symboles : · TT : Total de minutes jouées · MJ : Nombre de matchs joués · MT : Matchs joués en tant que titulaire · : but · : passe décisive · : joueur entré · : joueur remplacé · : capitaine · : carton jaune · : carton rouge · | 90 | 90 | 90 | 270         | -              | -  | 3  | 3       |
| Ahmed Alaaeldin   | Abréviations et symboles : · TT : Total de minutes jouées · MJ : Nombre de matchs joués · MT : Matchs joués en tant que titulaire · : but · : passe décisive · : joueur entré · : joueur remplacé · : capitaine · : carton jaune · : carton rouge · | -  | -  | 5  | 5           | -              | -  | 1  | -       |
| Almoez Ali        | Abréviations et symboles : · TT : Total de minutes jouées · MJ : Nombre de matchs joués · MT : Matchs joués en tant que titulaire · : but · : passe décisive · : joueur entré · : joueur remplacé · : capitaine · : carton jaune · : carton rouge · | 72 | 90 | 64 | 226         | -              | -  | 3  | 3       |
| Naif Al-Hadhrami  | Abréviations et symboles : · TT : Total de minutes jouées · MJ : Nombre de matchs joués · MT : Matchs joués en tant que titulaire · : but · : passe décisive · : joueur entré · : joueur remplacé · : capitaine · : carton jaune · : carton rouge · | -  | -  | -  | -           | -              | -  | -  | -       |
| Hassan Al Haydos  | Abréviations et symboles : · TT : Total de minutes jouées · MJ : Nombre de matchs joués · MT : Matchs joués en tant que titulaire · : but · : passe décisive · : joueur entré · : joueur remplacé · : capitaine · : carton jaune · : carton rouge · | 72 | 74 | 64 | 210         | -              | -  | 3  | 3       |
| Musab Kheder      | Abréviations et symboles : · TT : Total de minutes jouées · MJ : Nombre de matchs joués · MT : Matchs joués en tant que titulaire · : but · : passe décisive · : joueur entré · : joueur remplacé · : capitaine · : carton jaune · : carton rouge · | -  | -  | 5  | 5           | -              | -  | 1  | -       |
| Mohammed Muntari  | Abréviations et symboles : · TT : Total de minutes jouées · MJ : Nombre de matchs joués · MT : Matchs joués en tant que titulaire · : but · : passe décisive · : joueur entré · : joueur remplacé · : capitaine · : carton jaune · : carton rouge · | 18 | 16 | 26 | 60          | 1              | -  | 3  | -       |
| Total             | Abréviations et symboles : · TT : Total de minutes jouées · MJ : Nombre de matchs joués · MT : Matchs joués en tant que titulaire · : but · : passe décisive · : joueur entré · : joueur remplacé · : capitaine · : carton jaune · : carton rouge · |    |    |    |             |                |    |    |         |
| Équipe du Qatar   | Abréviations et symboles : · TT : Total de minutes jouées · MJ : Nombre de matchs joués · MT : Matchs joués en tant que titulaire · : but · : passe décisive · : joueur entré · : joueur remplacé · : capitaine · : carton jaune · : carton rouge · | 90 | 90 | 90 | 270         | 1              | 1  | 3  | -       |

| Buts | Joueurs          | Adversaires |
| ---- | ---------------- | ----------- |
| 1    | Mohammed Muntari | Sénégal     |

| Passes | Joueurs          | Adversaires |
| ------ | ---------------- | ----------- |
| 1      | Ismaeel Mohammad | Sénégal     |